# Los Machucambos
Los Machucambos sind eine Band, die sich im August 1959 im Pariser Quartier Latin gründete und die vor allem in den 1960er Jahren in Europa und in den USA großen Erfolg mit ihren Boleros, Cha-Cha-Chas, Rumba- und Merengue-Liedern hatte. 
Das Trio nannte sich ursprünglich  Los Acapulcos. Der Name Los Machucambos entstammt dem südamerikanischen Gürteltier, dessen Schale zur Herstellung der Charango benötigt wird.
Von der Originalformation mit der Costa-Ricanerin Julia Cortes, dem Spanier Rafaël Gayoso und dem Peruaner Romano Zanotti sind noch die beiden Musiker und Sänger Gayoso und Zanotti dabei, zusammen mit zwei Sängerinnen, die seit den 1970er Jahren dazugekommen sind: Mariana Gilbert und Maria Licata.
Die Formation veröffentlichte bisher 19 Alben und 9 Kompilationen, zuletzt mit dem Titel Pepito im Jahre 2009.

## Diskografie

### Alben
| Jahr | Titel                    | Höchstplatzierung, Gesamtwochen/‑monate, AuszeichnungChartsChartplatzierungen (Jahr, Titel, Platzierungen, Wochen/Monate, Auszeichnungen, Anmerkungen) | Anmerkungen |
| Jahr | Titel                    | DE | Anmerkungen |
| ---- | ------------------------ | --- | ----------- |
| 1963 | Los “Pepito” Machucambos | DE13 (3 Mt.)DE |             |
| 1965 | Mucho Machucambos        | DE42 (1 Mt.)DE |             |

### Singles
| Jahr | Titel Album | Höchstplatzierung, Gesamtwochen/‑monate, AuszeichnungChartsChartplatzierungen (Jahr, Titel, Album, Platzierungen, Wochen/Monate, Auszeichnungen, Anmerkungen) | Anmerkungen |
| Jahr | Titel Album | DE | Anmerkungen |
| ---- | ----------- | --- | ----------- |
| 1961 | Pepito      | DE2 (6 Mt.)DE |             |